# Frontières de la Slovaquie

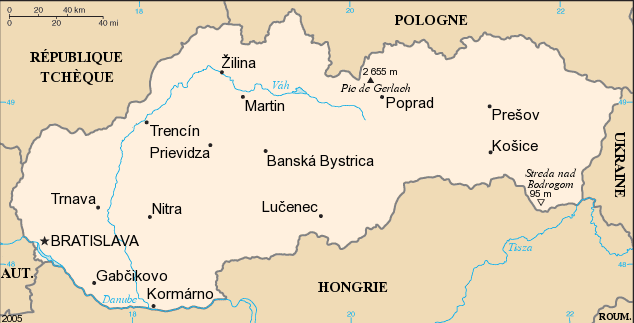
Carte de la Slovaquie et des pays voisins

Cet article recense les frontières de la Slovaquie.

## Frontières terrestres
La Slovaquie n'a que des frontières terrestres, qu'elle partage avec cinq pays voisins : Pologne, Autriche, Ukraine, Hongrie et Tchéquie.
La Slovaquie a des frontières avec :
| Pays     | Terre (km) | Notes                                                   |
| -------- | ---------- | ------------------------------------------------------- |
| Pologne  | 541,1      |                                                         |
| Autriche | 106,7      |                                                         |
| Ukraine  | 97,8       | Partie de la frontière extérieure de l'Union européenne |
| Hongrie  | 654,8      |                                                         |
| Tchéquie | 251,8      |                                                         |
| Total    | 1 652,2    |                                                         |